# Tour of Qinghai Lake 2016
Die 15. Tour of Qinghai Lake 2016 war ein chinesisches Straßenradrennen. Das Etappenrennen fand vom 17. bis zum 31. Juli 2016 statt. Zudem gehörte das Radrennen zur UCI Asia Tour 2016 und war dort in der Kategorie 2.HC eingestuft.

## Wertungstrikots
| Etappe         | Etappensieger        | Gesamtwertung        | Punktewertung        | Bergwertung     | Bester Asiate      | Teamwertung     | Bestes Team aus Asien                |
| -------------- | -------------------- | -------------------- | -------------------- | --------------- | ------------------ | --------------- | ------------------------------------ |
| 1              | Miguel Ángel Rubiano | Miguel Ángel Rubiano | Miguel Ángel Rubiano | nicht vergeben  | Xiaoyong Dong      | Kolss-BDC Team  | China Continental Team of Gansu Bank |
| 2              | Jakub Mareczko       | Witalij Buz          | Daniele Colli        | nicht vergeben  | Hamid Pourhashemi  | Kolss-BDC Team  | China Continental Team of Gansu Bank |
| 3              | Jewgeni Giditsch     | Witalij Buz          | Miguel Ángel Rubiano | Mauricio Ortega | Jewgeni Giditsch   | Team Illuminate | China Continental Team of Gansu Bank |
| 4              | Witalij Buz          | Witalij Buz          | Witalij Buz          | Mauricio Ortega | Jewgeni Giditsch   | Kolss-BDC Team  | China Continental Team of Gansu Bank |
| 5              | Jewgeni Giditsch     | Witalij Buz          | Witalij Buz          | Mauricio Ortega | Jewgeni Giditsch   | Kolss-BDC Team  | Vino 4ever SKO                       |
| 6              | Serhij Lahkuti       | Witalij Buz          | Witalij Buz          | Mauricio Ortega | Jewgeni Giditsch   | Kolss-BDC Team  | Vino 4ever SKO                       |
| 7              | Federico Zurlo       | Witalij Buz          | Witalij Buz          | Mauricio Ortega | Zhandos Bizhigitow | Kolss-BDC Team  | Vino 4ever SKO                       |
| 8              | Nicolas Marini       | Witalij Buz          | Witalij Buz          | Mauricio Ortega | Zhandos Bizhigitow | Kolss-BDC Team  | Vino 4ever SKO                       |
| 9              | Marko Kump           | Witalij Buz          | Witalij Buz          | Mauricio Ortega | Jewgeni Giditsch   | Kolss-BDC Team  | Vino 4ever SKO                       |
| 10             | Marko Kump           | Witalij Buz          | Witalij Buz          | Mauricio Ortega | Jewgeni Giditsch   | Kolss-BDC Team  | Vino 4ever SKO                       |
| 11             | Jakub Mareczko       | Witalij Buz          | Daniele Colli        | Mauricio Ortega | Jewgeni Giditsch   | Kolss-BDC Team  | Vino 4ever SKO                       |
| 12             | Andrij Wassyljuk     | Serhij Lahkuti       | Daniele Colli        | Mauricio Ortega | Jewgeni Giditsch   | Kolss-BDC Team  | Vino 4ever SKO                       |
| 13             | Jakub Mareczko       | Serhij Lahkuti       | Daniele Colli        | Mauricio Ortega | Jewgeni Giditsch   | Kolss-BDC Team  | Vino 4ever SKO                       |
| Wertungssieger | Wertungssieger       | Serhij Lahkuti       | Daniele Colli        | Mauricio Ortega | Jewgeni Giditsch   | Kolss-BDC Team  | Vino 4ever SKO                       |